# Gyárfás Kurkó
Gyárfás Kurkó (n. 1909, Sândominic, comitatul Ciuc – d. 22 mai 1983, Brașov) a fost un politician de stânga, redactor al revistei Népi Egység (Unitatea Poporului), deținut politic amnistiat.

## Biografie
A învățat meseria de lăcătuș mecanic, mai târziu și-a deschis atelier de tâmplărie metalică în Brașov. În august 1934 o parte din Partidul Maghiarilor s-a separat în MADOSZ. Kurkó a devenit conducătorul filialei din Brașov, iar din 1938, președinte pe țară al acestei organizații. În timpul dictaturii regelui Carol al II-lea Madosz a funcționat ilegal. În iunie 1940 a fost reținut împreună cu alți membri Madosz și ținut în Caracal până în noiembrie. De acolo a fost transferat la Brașov. 
După 23 august 1944 la Brașov a luat ființă o nouă formațiune politică a etnicilor maghiari, noul organism intitulându-se Uniunea Populară Maghiară, cu Gyárfás Kurkó președinte, până în 1947. Tot perioada respectivă a pus bazele revistei Népi Egység, al cărei redactor a fost până în 1947. În acești ani a luptat pentru drepturi colective ale minorităților, probleme înaintate și în Parlament, unde a fost ales din partea UPM. Proiectul respectiv de lege a rămas neadoptat. 
În 1949 Gyárfás Kurkó a fost arestat împreună cu alte persoane, printre care și Áron Márton, episcopul catolic al Transilvaniei, scriitori, publiciști maghiari etc. În data de 6 august 1951 a fost condamnat la 10 ani de închisoare grea și 25 de ani muncă silnică. În urma torturilor la care a fost supus, Gyárfás Kurkó și-a pierdut mințile.
A fost eliberat la 4 august 1964, cu ocazia amnistiei politice. În anul 1968, cu ocazia rejudecării procesului, s-a constatat inexistența probelor de vinovăție, astfel că Gyárfás Kurkó a fost reabilitat. Până la pensionare a lucrat ca muncitor textilist, dar i s-a reeditat cartea Nehez kenyer. A decedat în 1983 la Brașov, unde a fost înmormântat.